# لوکاس بوادس
لوکاس بوادس (انگلیسی: Lucas Buadés؛ زادهٔ ۲۸ دسامبر ۱۹۹۷) بازیکن فوتبال اهل فرانسه است.
از باشگاه‌هایی که در آن بازی کرده‌است می‌توان به باشگاه فوتبال نیم المپیک اشاره کرد.